# خليج الأسد
خليج الأسد (بالفرنسية: golfe du Lion) هو خليج واسعٌ يمتدُّ من شرق كتالونيا إلى الغرب من مدينة تولون الفرنسية. وتُعدُّ مارسيليا الميناء الرئيسيّ على الخليج. يصبُّ في خليج الأسد عددٌ من الأنهار من بينها نهر الرون.